# Christian Laval
Christian Laval (nascido em 1953) é um pesquisador francês da história da filosofia e da sociologia na Universidade Paris Nanterre. Seus trabalhos centram-se em três grandes temas: a história do utilitarismo, a história da sociologia clássica e a evolução dos sistemas de ensino.

## Trabalhos
Christian Laval, doutor em sociologia, é membro do GÉODE (Groupe d’étude et d’observation da démocratie, Paris X Nanterre/CNRS) e do Centro Bentham. Também é investigador do Institut de recherches da Fédération syndicale unitaire e membro do conselho científico de Attac.
Especialista na filosofia utilitarista de Jeremy Bentham, tem traduzido e apresentado (com Jean-Pierre Cléro) a obra de Jeremy Bentham De l’ontologie et autres textes sul lhes fictions (Seuil, col. « Points», 1997). Também redigiu as notas e a nota final do Panóptico e de Escritos sobre a homosexualidad. Participa na Revue du MAUSS com artigos relacionados com temas sociológicos.
L'Ambition sociologique é uma introdução aos grandes autores da sociologia clássica. Em L'Homme économique, Christian Laval tenta mostrar ao mesmo tempo a lógica da ideologia neoliberal e de «reposicioná-la no longo prazo da evolução das mentalidades». Esta ideologia, que «se afirma hoje em sua pretensão de ser a única verdade social, ao eleger-se como única realidade possível», está na origem de um fenômeno singular: a mutação do indivíduo em «homme économique».
Em setembro de 2011, Christian Laval, junto com outros pesquisadores do Institut de recherches da FSU, publica A nouvelle école capitaliste. Neste livro, os autores estudam as transformações contemporâneas do sistema educativo, que vinculam com o aparecimento do neoliberalismo educativo e com a aplicação na escola do New Public Management. Estas transformações que surgem da crescente posta em concorrência dos estabelecimentos educativos e os alunos, teriam como consequência o aumento das desigualdades sociais na escola e a segregação social e étnica entre estabelecimentos escolares, bem como a redução da autonomia dos professores.
Atualmente, tem se dedicado, juntamente com o filósofo Pierre Dardot, a escrever sobre a estrategia política do Neoliberalismo e o que seria sua proposição inversa: o Comum.

## Publicações

### Livros
- Marx au combat, éditions Lhe Bord de l'Eau, colecção Troisième Culture, 2012, 90 p.
- Jeremy Bentham: Lhe Pouvoir dês fictions, PUF, col. « Philosophies», 1994, 124 p.
- L'Ambition sociologique (Saint-Simon, Comte, Tocqueville, Marx, Durkheim, Weber), A Découverte, col. « Recherches», 2002, 500 p.
- com Jean-Pierre Cléro, Lhe Vocabulaire de Bentham, Ellipses, col. « Vocabulaire de», 2002, 72 p.
- Jeremy Bentham, lhes artifices du capitalisme, PUF, col. « Philosophies», 2003, 127 p.
- A escola não é uma empresa: O ataque neoliberal ao ensino público, Paidós, 2004, 401 p.
- com Régine Tassi, L'Économie est l'affaire de tous: Quelle formation dês citoyens?, Syllepse, 2004, 142 p.
- com Jean Furtos (dir.), A Santé mentale em actes: Da clinique au politique, Erès, 2005, 357 p.
- com Régine Tassi, Enseigner l'entreprise: Nouveau catéchisme et esprit scientifique, Syllepse, 2005, 142 p.
- com Pierre Dardot e O Mouhoub Mouhoud, Sauver Marx? Empire, multitude, travail immatériel, Éditions A Découverte, 2007, 258 p.
- L'Homme économique: Essai sul lhes racines du néolibéralisme, Gallimard, col. « Nrf essais», 2007, 396 p.[9]
- com Pierre Dardot, A nouvelle raison du monde, A Découverte, 2009, 504 p.[10]
- L'appel dês appels, pour une insurrection dês consciences, obra colectiva dirigida por Roland Gori, Barbara Cassin e Christian Laval, éd. Lhes mille et une nuits, Fayard, 2009
- A nouvelle école capitaliste (com P. Clément, G. Dreux et F. Vergne), A Découverte, 2011.
- Marx,Prénom: Karl (com Pierre Dardot), Gallimard essais, 2012
- Marx au combat, Lhe Bord de l'eau, 2012
- com Pierre Dardot, La nueva razón del mundo. Ensayo sobre la sociedad neoliberal, Gedisa, 2013.[11]
- com Pierre Dardot, A nova razão do mundo: ensaio sobre a sociedade neoliberal, Boitempo, 2016.[12]
- com Pierre Dardot, Communs, Essai sul a révolution au XXIe siècle A Découverte, 2014
- com Pierre Dardot, Común: Ensayo sobre la revolución en el siglo XXI, 2015.[13]

### Artigos
- « Penser lhe néolibéralisme. À propos de Lhes Habits neufs da politique mondiale de Wendy Brown et de Néolibéralisme version française de François Denord» na Revue internationale dês livres et dês idées, numéro 2, novembre-décembre 2007.

- « Mort et résurrection du capitalisme libéral» em Revue du MAUSS, numéro 29, 2007.

## Relações externas
- "A escola não é o laboratório de uma empresa[ligação inativa]", Cadernos de Pedagogia, Nº 346, maio 2005.